# Integral de Weyl
En matemáticas, la integral de Weyl (llamada así en honor a Hermann Weyl, quién la definió en 1917) es un operador definido, por ejemplo en Cálculo fraccionario, sobre funciones f definidas en el círculo unidad con integral sobre el círculo igual a 0. En otras palabras, se puede definir a la función f a partir de la Serie de Fourier.
{\displaystyle f(\theta )=\sum _{n=-\infty }^{\infty }a_{n}e^{in\theta }}
con a0 = 0.
Entonces el operador integral de Weyl de orden s está definido para la serie de Fourier como:
{\displaystyle {\mathcal {W}}_{s}\left[f(\theta )\right]=\sum _{n=-\infty }^{\infty }(in)^{s}a_{n}e^{in\theta }}
para un s real dado. Para valores s = k enteros, la serie es igual a la k-ésima derivada de f, si k > 0, si s = -k, la serie es igual a la k-ésima integral indefinida normalizada por integración desde θ = 0.
La condición a0 = 0 es necesaria aquí para evitar la posible aparición de una división por cero.